# 0
År 0 är ett årtal som enligt traditionell årtalsform inte existerar. År 1 e.Kr. enligt den Gregorianska kalendern följer direkt efter år 1 f.Kr.. Enligt ISO-standarden för datum- och tidsangivelser (ISO 8601) som även tillåter negativa årtal, finns dock år 0000 som motsvarar det år som traditionellt betecknas år 1 f.Kr, och år -1 betecknar år 2 f.Kr. Astronomer har länge använt detta sätt att räkna årtal på, så ISO-8601-åren kallas ibland astronomiska årtal; dock brukar astronomerna hoppa över de inledande nollorna och bara använda så många siffror som behövs.
Ett förslag till kalenderreform som tillkommit av andra skäl är Holocen-eran (HE). HE följer ISO:s standard genom att lägga 10 000 år till den traditionella årtalsformen.
Följande tidsaxel visar på frånvaron av år 0. Varje ruta är ett år, gränslinjen mellan rutorna är nyåret. Mellan ruta [1 f.Kr.] och [1 e.Kr.] finns alltså inget år.
| Traditionella/kronologiska år | 6 f.Kr. | 5 f.Kr. | 4 f.Kr. | 3 f.Kr. | 2 f.Kr. | 1 f.Kr. | 1 e.Kr. | 2 e.Kr. | 3 e.Kr. | 4 e.Kr. | 5 e.Kr. | 6 e.Kr. | 7 e.Kr. |
| ISO 8601                      | −0005   | −0004   | −0003   | −0002   | −0001   | 0000    | 0001    | 0002    | 0003    | 0004    | 0005    | 0006    | 0007    |
| Astronomiska år               | −5      | −4      | −3      | −2      | −1      | 0       | +1      | +2      | +3      | +4      | +5      | +6      | +7      |
| HE / Holocen-eran             | 9995    | 9996    | 9997    | 9998    | 9999    | 10000   | 10001   | 10002   | 10003   | 10004   | 10005   | 10006   | 10007   |

Frånvaron av år 0 innebär bland annat att man måste tänka sig för om man vill fira ett jubileum av en äldre historisk händelse. Den som exempelvis ville fira 2 500-årsjubileet av slaget vid Marathon, år 490 f.Kr. kunde då inte göra det år 2010, utan först år 2011. Detta framgår tydligt om man i stället daterar slaget enligt ISO-standarden; då inföll det nämligen år -0489.
En förklaring till varför år noll inte funnits i traditionell årsräkning är att årtal från början är ordningstal: det första året efter Jesus födelse, det andra året ..., och så vidare.